# Gruppo Sportivo
Gruppo Sportivo è una rock band olandese formatasi nel 1976 a L'Aia che raggiunse un certo successo internazionale alla fine degli anni '70 e i primi anni '80. Il frontman del gruppo e compositore dei pezzi è Hans Vandenburg.
Gli album di maggiore successo sono Ten Mistakes del 1977 and Back to '78 del 1978.

## Formazione

### Componenti originari
- Hans Vandenburg, chitarra/voce
- Peter Calicher tastiere
- Max Mollinger, batteria, voce
- Eric Wehrmeyer, basso
- Josee van Iersel, voce
- Meike Touw, voce

## Discografia
- 1977 - 10 Mistakes
- 1978 - Back To 78
- 1980 - Copy Copy
- 1981 - Pop! Goes The Brain
- 1982 - Design Moderne
- 1984 - Sombrero Times
- 1989 - Sucker Of The Century
- 1992 - Young & Out
- 1994 - Sing Sing
- 2004 - Topless 16
- 2006 - Rock Now, Roll Later!
- 2011 - The Secret Of Success
- 2018 - Great